# Restauració de la Catedral de Mallorca

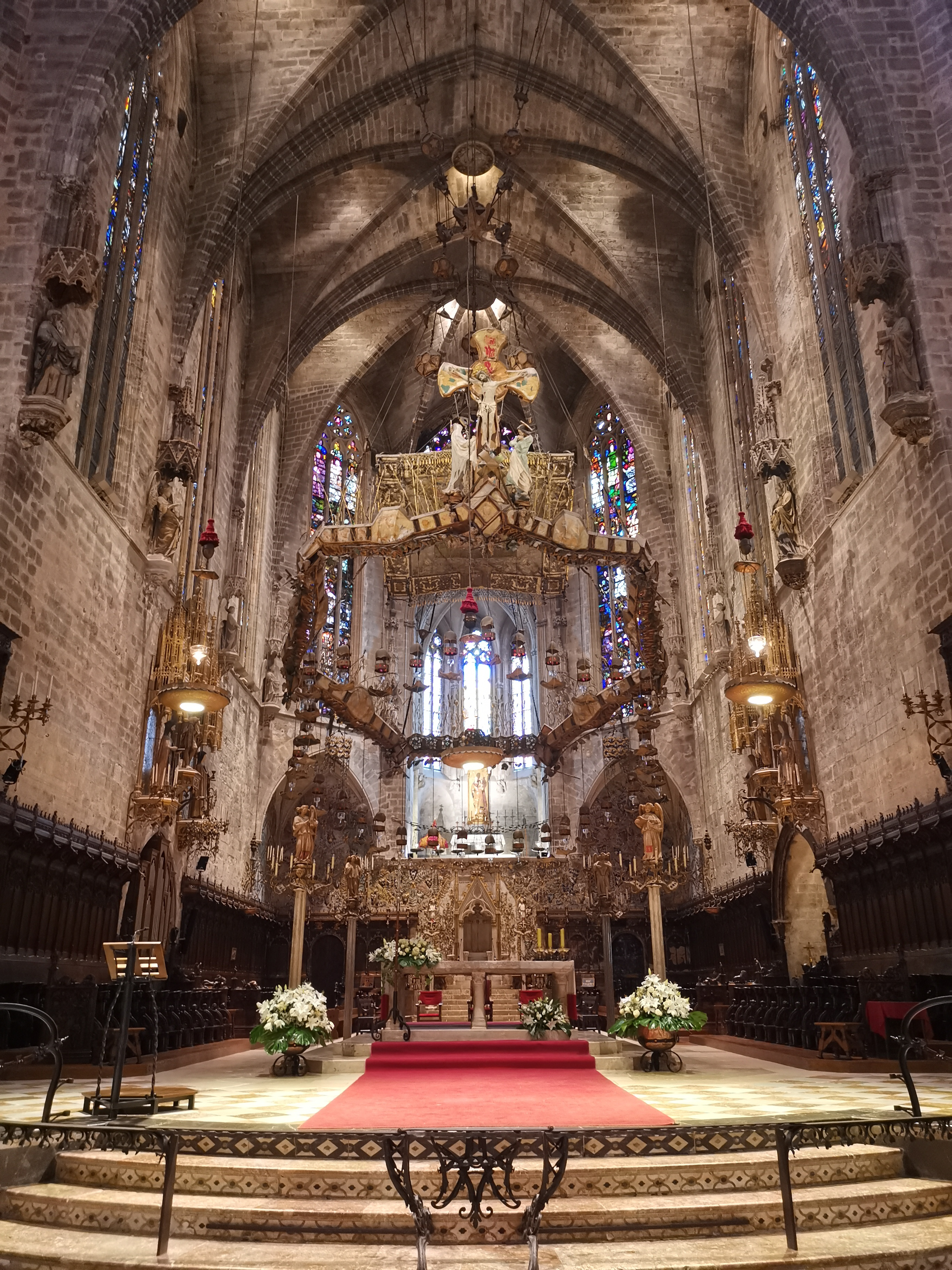
Interior de la Catedral de Mallorca, amb el baldaquí dissenyat per Gaudí

La restauració de la Catedral de Mallorca va ser realitzada per l'arquitecte modernista Antoni Gaudí entre 1903 i 1914. Va ser un projecte executat tan sols parcialment de rehabilitació de l'interior de la seu mallorquina, amb l'objectiu principal d'adaptar-lo a les noves doctrines litúrgiques de l'Església encaminades a acostar els ritus als fidels. L'encàrrec va provenir del bisbe de Mallorca, Pere Campins, a la defunció del qual l'arquitecte, que ja anteriorment tenia divergències amb el capítol catedralici, va abandonar el projecte.
Gaudí va projectar una sèrie d'actuacions com desmuntar el retaule barroc de l'altar major, deixant a la vista la càtedra episcopal, desplaçar el cor del centre de la nau i situar-lo al presbiteri, deixar expedita la capella de la Trinitat, col·locar noves cantories i púlpits, decorar la catedral amb il·luminació elèctrica, obrir els finestrals gòtics de la capella Reial i dotar-los de vitralls, situar un gran baldaquí sobre l'altar major i completar la decoració amb pintures i mosaics.
Les obres les va dirigir Joan Rubió, ajudant de Gaudí, qui va comptar també amb l'ajuda en la decoració d'un altre dels seus deixebles, Josep Maria Jujol. També van intervenir els pintors Joaquim Torres i García, Iu Pascual i Jaume Llongueras, l'escultor Tomàs Vila i un ampli elenc d'artesans i professionals de diversos àmbits.
Aquesta obra és un reflex de la plenitud artística de Gaudí: pertany a la seva etapa naturalista, període en què l'arquitecte perfecciona el seu estil personal, inspirant-se en les formes orgàniques de la naturalesa, per al que va posar en pràctica tota una sèrie de noves solucions estructurals originades en les profundes anàlisis efectuades per Gaudí de la geometria reglada, al que afegeix una gran llibertat creativa i una imaginativa creació ornamental.
Els elements litúrgics instal·lats en la capella major de la Catedral de Mallorca van ser catalogats com a Monument historicoartístic el 24 de juliol de 1969.

## Història

### L'arquitecte

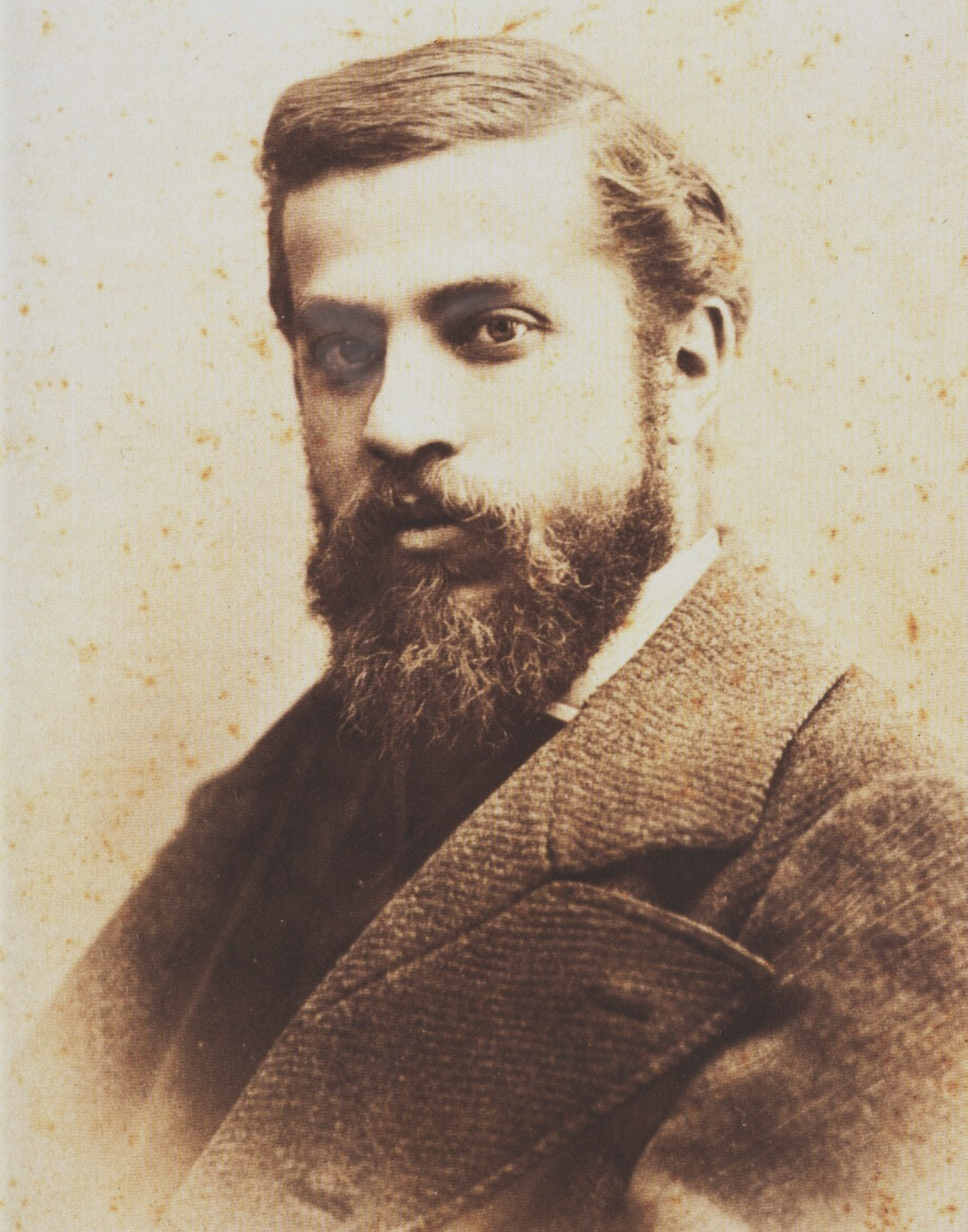
Antoni Gaudí

Antoni Gaudí (Reus o Riudoms, 1852-Barcelona, 1926) va cursar arquitectura a l'Escola de la Llotja i a l'Escola Tècnica Superior d'Arquitectura de Barcelona, on es va graduar el 1878. Després de les seves primeres obres, marcades per l'historicisme imperant en l'època, va tenir una primera etapa d'estil orientalista (1882-1888) i una altra d'inspiració neogòtica (1888-1900), fins que va desembocar en una etapa naturalista en la qual la seva major font d'inspiració es trobava en les formes de la naturalesa.
L'arquitecte va compaginar els treballs a la seu mallorquina amb altres encàrrecs: des del 1883 era el responsable de les obres del Temple Expiatori de la Sagrada Família, en la construcció de la qual va emprar la resta de la seva vida, fins al punt en què seria la seva obra magna i la síntesi de totes les seves troballes arquitectòniques. D'altra banda, en els anys en què va treballar en la catedral, va estar ocupat també en el Parc Güell (1900-1914), el Rosari Monumental de Montserrat (1900-1916), la Casa Batlló (1904-1906), el xalet del Catllaràs (1905) i els jardins de Can Artigas (1905-1907) a La Pobla de Lillet, la Casa Milà (1906-1910) i la Cripta de la Colònia Güell a Santa Coloma de Cervelló (1908-1918).
L'arquitecte reusenc va afrontar aquest repte amb gran entusiasme, ja que era un admirador de la seu mallorquina. Segons el seu deixeble i biògraf, Josep Francesc Ràfols i Fontanals, l'arquitecte va fer el següent comentari sobre el projecte: «les obres que hem verificat a la Catedral de Mallorca no són obres de reforma, sinó obres de restauració. Ens hem proposat retornar-la a la seva puresa primitiva».
Gaudí va comptar en aquesta obra amb un ampli elenc de col·laboradors: els arquitectes Joan Rubió i Josep Maria Jujol, l'enginyer Felicià Fuster, els pintors Joaquim Torres i García, Iu Pascual i Jaume Llongueras, i els escultors Vicenç Vilarrubias i Tomàs Vila. La ceràmica va ser encomanada a la fàbrica La Roqueta de Mallorca i els vitralls a les fàbriques Hijo de Eudaldo R. Amigó i Cia. i Rigalt, Granell i Cia. de Barcelona. També va col·laborar ocasionalment amb l'arquitecte diocesà de Mallorca, Guillem Reynés i Font.
Per a la direcció efectiva de les obres, Gaudí va delegar a Rubió, que treballava com a ajudant en el seu taller des del 1893 i que, des del 1900, va passar a col·laborador en moltes de les seves obres, com la cripta de la Colònia Güell, la torre Bellesguard, el Parc Güell i el Temple Expiatori de la Sagrada Família. Rubió solia encarregar-se de la part més tècnica dels projectes gaudinians, l'estàtica gràfica i els càlculs estructurals. A Mallorca, va realitzar l'estudi mecànic de l'estabilitat estructural, un estudi funicular de la secció transversal de la nau central; a més, va supervisar les obres i va actuar de mediador entre Gaudí i el capítol catedralici, del que dona compte la nombrosa correspondència entre totes dues parts, conservada al Fitxer Històric del COAC. Amb posterioritat a la finalització de les obres, es va encarregar a Rubió la restauració de la capella de Sant Bernat, danyada per un incendi el 1912; les obres es van prolongar de 1913 a 1921. Per la seva banda, Jujol va entrar al taller de Gaudí el 1903 i, des de llavors i fins a la defunció d'aquest últim el 1926, va col·laborar amb el seu mestre principalment en projectes de decoració, on va demostrar un gran enginy, com en el famós banc ondulant de trencadís del Parc Güell. També va col·laborar amb Gaudí a la Casa Batlló, la Sagrada Família, la Casa Milà i els fanals de Vic. A Mallorca, va col·laborar amb Gaudí en la decoració ceràmica del mur del presbiteri i en els cadirats del cor, així com en les obertures de ventilació de les parets exteriors i els mosaics de l'exterior.
Durant la seva estada a Mallorca, Gaudí va fer alguns treballs menors, com unes reformes a la galeria de la façana sud del Palau Episcopal de Palma i el disseny del paviment de l'església de la Mare de Déu dels Àngels a Pollença. També es creu, encara que no està provat, que va ser autor de la decoració del jardí de Vil·la Alegre, similar a la del Parc Güell. També va exercir probablement com a assessor de Joan Rubió en les reformes del Monestir de Lluc. El 2022 es van trobar dos tapissos realitzats per Gaudí per al convent de Sant Jeroni de Palma, desconeguts fins llavors, elaborats en vellut i amb els anagrames de Crist com a motiu.

### La catedral

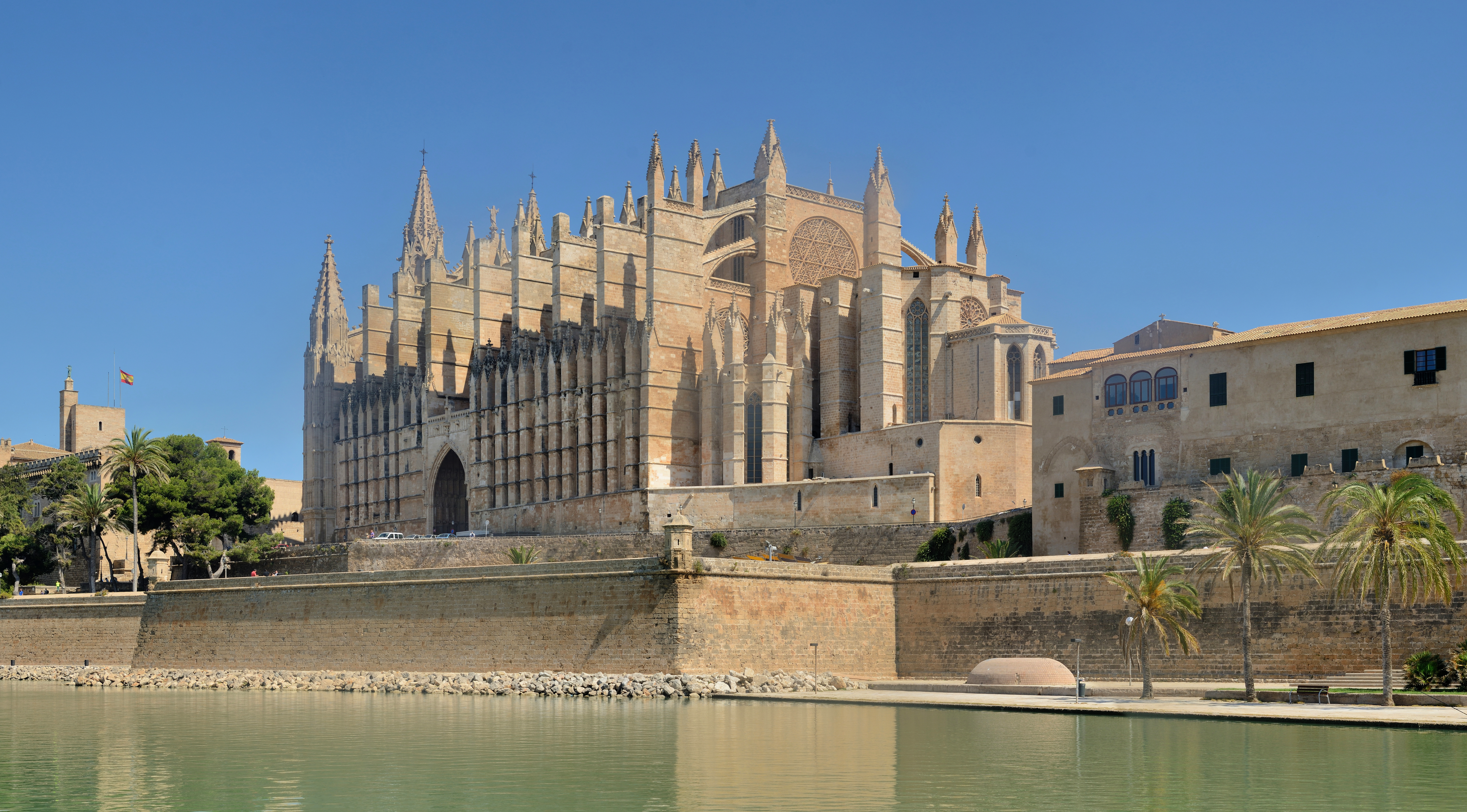
Catedral de Mallorca

La construcció de la Catedral de Mallorca va sorgir de la conquesta de l'illa per Jaume I d'Aragó el 1229. El rei havia promès que si recuperava l'illa de mans musulmanes erigiria un temple en honor a la Verge Maria. La Seu va ser aixecada en un lloc privilegiat a la badia de Palma, en el lloc en què s'emplaçava la mesquita de Madîna Mayûrqa. Les obres es van iniciar el 1230, amb un traçat d'autor desconegut, i es van prolongar durant gairebé quatre segles.
En sentit estricte, les primeres litúrgies cristianes es van realitzar a la mesquita, una vegada purificada i consagrada al culte cristià, sota la invocació de la Mare de Déu. Les primeres obres de la nova catedral es van iniciar el 1306 a la capella de la Santíssima Trinitat, que estava destinada a acollir les restes mortals de Jaume II, mentre es continuava utilitzant l'edifici de la mesquita, emplaçat en el que és l'actual absis del temple, que no va ser enderrocat fins al 1386. Després de la reincorporació de Mallorca a la Corona d'Aragó el 1343, les obres es van parar durant un temps. Van ser represes en l'últim quart del segle xiv, finançades pel bisbe i el capítol catedralici, així com amb donatius dels fidels, especialment gremis, nobles i mercaders. Cap a mitjans del segle xiv sembla que es va decidir canviar la planta i alçat de la catedral, dotant-la d'una major monumentalitat i passant d'una a tres naus.
A la fi del segle xiv es van iniciar les obres del portal del Mirador, es van construir les quatre primeres capelles i es van col·locar els arcbotants i contraforts exteriors. Al segle xv es va construir el portal de l'Almoina i es van continuar les capelles laterals. Al segle xvi, el bisbe Joan Vich i Manrique de Lara va donar l'impuls definitiu a les obres, amb els dos trams que faltaven fins a la façana; el 29 de juliol del 1587 es va col·locar l'última clau de volta. Entre 1594 i 1601 es va construir el Portal Major i, aquest últim any, es va consagrar el temple.
La catedral es va construir en estil gòtic llevantí, amb planta de saló de tipus basilical, a l'estil alemany (hallenkirche), amb tres naus sense girola ni creuer i capçalera amb tres absis, amb nombroses capelles laterals entre els contraforts. El cos de l'edifici presenta 120 m de longitud, per 58 m d'ample i 44 m d'alt (30 m a les naus laterals). La nau central té un ample de 20 m i les laterals de 10 m, mentre que les capelles entre contraforts mesuren 9 m, fent el total de 58 m d'ample del temple. El conjunt presenta setze capelles laterals entre els contraforts, vuit per cada costat, de les quals dos corresponen als portals laterals (del Mirador i de l'Almoina) i altres dues es troben a l'absis. Totes les naus i capelles estan cobertes per volta de creueria, excepte la capella del portal de l'Almoina, coberta per una volta d'aresta. Les naus estan separades per catorze pilars, set per cada costat, molt separats entre si, la qual cosa atorga una gran sensació d'espaiositat, que s'accentua per l'altura i primesa d'aquests pilars. L'interior presenta set rosasses i vuitanta-tres finestrals, la qual cosa proporciona una gran lluminositat, fet pel que la Seu és coneguda com la «catedral de la llum». Exteriorment, els seus tres espais diferenciats tenen una altura creixent, des de l'absidiola alta (capella de la Santíssima Trinitat), seguida de l'absis major o presbiteri (capella Reial) i el conjunt de tres naus.
Al començament del segle xix el temple començava a mostrar algunes deficiències estructurals, per la qual cosa es va pensar ja en la seva remodelació. El 1840 va sorgir un projecte que ja preveia la translació del cor, així com la restauració de la façana. Aquestes reformes van cobrar un caire d'urgència després d'un terratrèmol ocorregut el 15 de maig de 1851, que va deixar danys estructurals. El 1854 es va designar a l'arquitecte Juan Bautista Peyronnet com a director de les obres, que es van centrar en la nova façana, construïda en un estil neogòtic inspirat en la Catedral d'Orvieto. Les obres es van iniciar el 1858 després de l'aprovació de la reina Isabel II, que va destinar al projecte dos milions de rals.

### L'encàrrec

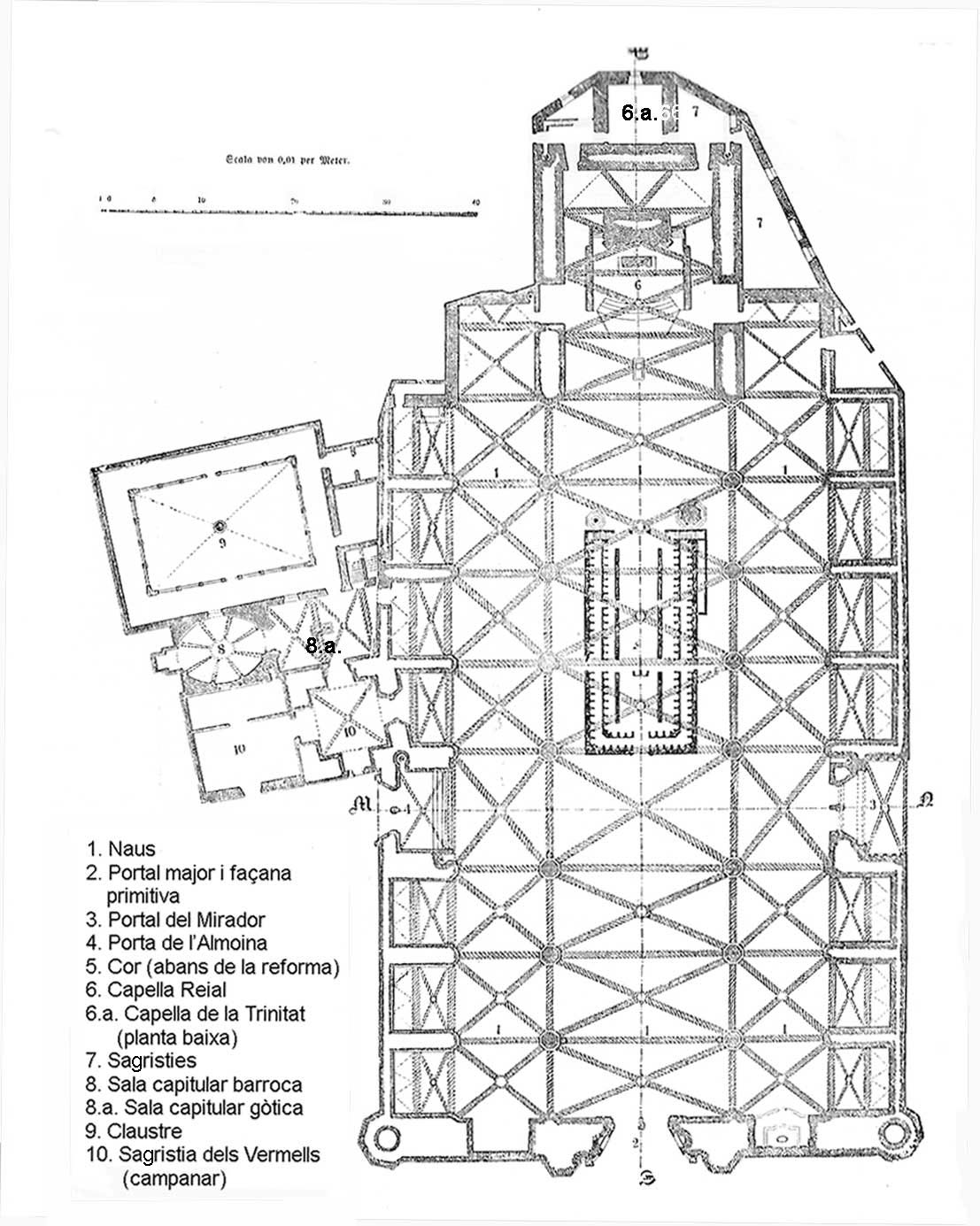
Planta de la Catedral de Mallorca (1882), on encara s'aprecia la ubicació del cor enmig de la nau central

La idea de rehabilitar l'interior de la catedral va provenir del llavors bisbe de Mallorca, Pere Joan Campins i Barceló (Palma, 1859-1915). Ordenat sacerdot el 1882, va estudiar teologia i dret canònic a Toledo (1885-86). Va ser rector de Porreres i, posteriorment, canonge magistral de la Catedral de Mallorca, catedràtic del seminari d'aquesta ciutat i vicari capitular, abans de ser nomenat bisbe de Mallorca el 1898. Al capdavant de la diòcesi, va reformar el pla d'estudis del seminari, va introduir els nous corrents litúrgics, va crear noves parròquies, va publicar un cens de la diòcesi, va fundar un Fitxer històric i un Museu Arqueològic Diocesà, va instituir en el seminari una càtedra de llengua i literatura mallorquina, i va publicar un catecisme en català, entre altres mesures.
El bisbe Campins va efectuar una visita a Barcelona el 20 de novembre del 1899, data en què va visitar a Gaudí a la Sagrada Família. Pel que sembla, el bisbe va comentar amb l'arquitecte el transcurs de les obres a la seu mallorquina i va quedar sorprès per l'opinió de Gaudí sobre aquest tema. A l'estiu del 1901, el bisbe va realitzar una visita ad limina al Vaticà i, en el transcurs del viatge, va visitar diverses catedrals italianes i franceses. De retorn, el 19 d'agost, va recalar de nou a Barcelona i li va proposar a Gaudí fer-se càrrec de les obres de restauració de la catedral. L'encàrrec va ser formalitzat a Gaudí pel capítol catedralici el 17 de març de 1902. L'arquitecte va rebre pel seu treball uns honoraris d'11 456 pessetes, que van ser liquidats el 17 d'abril de 1908.
El primer viatge de Gaudí a l'illa va ser el 26 de març de 1902, per a una primera presa de contacte amb l'obra sobre el terreny. El dia 29 d'aquest mes va exposar les seves idees al capítol catedralici. El 13 d'agost d'aquest any va efectuar un segon viatge, que va aprofitar per a realitzar una maqueta del projecte. El viatge definitiu va ser a l'abril de 1903, quan es van iniciar les obres. Va ser a l'illa entre el 5 d'abril i el 21 de maig, temps en el qual va estar fent estudis i esbossos, així com fotos de persones oriündament mallorquines com a models de les figures dels vitralls. El 31 d'octubre d'aquest any va tornar a l'illa per a supervisar les obres, en companyia de Joan Rubió, amb mostres dels vitralls. Va retornar a l'octubre del 1904, amb una estada d'un mes a l'illa, per a supervisar la col·locació de l'altar major. En aquestes estades s'allotjava al Palau Episcopal amb el bisbe Campins. Va retornar el 10 d'abril del 1906, acompanyat de Joan Rubió. En plena Setmana Santa, va poder comprovar com se celebraven les noves solemnitats litúrgiques en l'espai guanyat a la nau central. També va passar a l'illa el nadal de 1911, convidat pel bisbe. Va realitzar un nou viatge el 19 de gener de 1912, acompanyat de l'escultor Vicenç Vilarrubias, amb la finalitat d'elaborar les maquetes dels púlpits i de la decoració escultòrica de la capella de la Trinitat.
En la inauguració de les obres, el bisbe va comentar de Gaudí que era «un home de capacitat superior que no sols coneix profundament l'art de construir sinó que l'exerceix sense interrupció des de temps enrere amb un domini indiscutible».
Per al seu projecte, Gaudí va realitzar dues maquetes de fusta, corresponents a les capelles Reial i de la Santíssima Trinitat, executades el 1902, amb unes dimensions de 225 × 115 × 172 cm (capella Reial i de la Santíssima Trinitat) i 151 × 98,5 × 104 cm (Santíssima Trinitat).
El 1914, Gaudí va començar a tenir problemes amb el capítol catedralici, al qual no agradaven algunes de les modificacions efectuades per l'arquitecte, especialment la intervenció de Jujol en les cadires del cor, que consideraven massa atrevida. Al temps, va tenir divergències amb un dels contractistes en relació amb els pinacles de la porta del Mirador. Després d'aquesta discussió, Gaudí va abandonar les obres, fet que es va mostrar irreversible quan a l'any següent va morir el bisbe Campins.
Sobre la intervenció en el cor, existeix un testimoni aportat pel capellà Emili Sagristà: «Vaig tenir ocasió de presenciar, a una certa distància, part d'una sessió de pintura. Jujol estava al costat de les tres cadires del fons i don Antoni Gaudí dret en la setena o vuitena cadira lateral. Jujol estava posant pintura, no amb un pot, però sí amb una brotxa, que a vegades regalimava, i sovint preguntava: "Què li sembla, don Antoni?". Don Antoni, de tant en tant, contestava les preguntes i, moltes vegades sense que li preguntés, exclamava "Bé, Jujol! Estupendo!" i altres exclamacions semblants». Afegeix el capellà: «Beneït sigui Déu que no va permetre que embrutés més fusta», la qual cosa dona idea de la visió dels canonges sobre aquest treball.

### Reconeixements
Els elements litúrgics instal·lats en la capella major de la Catedral de Mallorca van ser declarats Monument historicoartístic en virtut del decret 1794/1969 de 24 de juliol de 1969 (Butlletí Oficial de l'Estat de 20 d'agost de 1969). Al seu costat van ser declarades altres edificacions de Gaudí: el Temple Expiatori de la Sagrada Família, el Parc Güell, el Palau Güell, la torre Bellesguard, la Casa Milà, la Casa Batlló, el Portal Miralles, la Casa Calvet, la Casa Vicens, els Pavellons Güell i el Col·legi de les Teresianes a Barcelona; la cripta de la Colònia Güell a Santa Coloma de Cervelló; la Cooperativa Obrera Mataronesa a Mataró; la Casa Botines a Lleó; el Palau Episcopal d'Astorga; i El Capricho de Comillas. En el decret s'assenyala que «l'obra de Gaudí és d'excepcional interès dins de l'arquitectura contemporània. S'unifiquen en ella la mecànica, la construcció i l'estètica per a arribar a un alt grau de sinceritat. El segell peculiar que destaca en tota la seva obra presenta a Gaudí com un innovador de forta personalitat; el que no impedeix que moltes de les seves originals solucions es recolzin en la tradició arquitectònica, concretament en el gòtic característic de la regió catalana. La figura de Gaudí, valorada extraordinàriament a tot el món, ha fet que la seva obra constitueixi l'exponent més interessant i perdurable de notables moviments artístics de la nostra època». Així mateix, defineix la Casa Vicens com «una de les primeres fites del modernisme d'inspiració oriental, amb la novetat de les façanes policromes amb materials al natural en variades textures combinades amb ceràmica vidriada».

## El projecte de Gaudí

### Actuacions generals

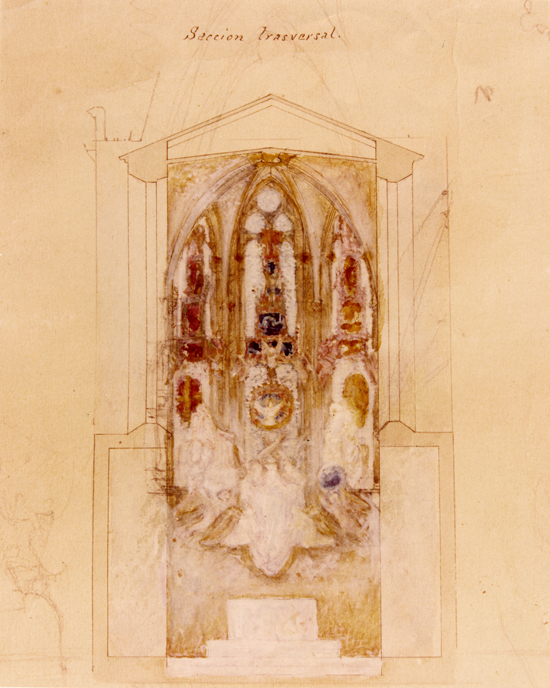
Dibuix de Gaudí per a la capella de la Santíssima Trinitat

El projecte que Gaudí va presentar el 1903 al bisbe Campins incloïa les següents modificacions: desmuntar i traslladar els dos retaules situats enfront de la càtedra episcopal, deixant la mateixa a la vista dels fidels; situar l'altar major enfront d'aquesta càtedra i col·locar un baldaquí sobre l'altar; traslladar el cor de la nau central al presbiteri; restaurar els dos púlpits; obrir els finestrals tapiats i col·locar vitralls en el seu lloc; instal·lar una nova il·luminació elèctrica per a l'interior del temple; decorar l'espai de l'interior amb mobiliari divers, així com elements de forja, ceràmica i pintura.
El primer treball va ser traslladar el cor a la capella Reial (presbiteri), així com desmuntar els dos retaules, el gòtic i el barroc. L'arquitecte va traslladar també l'arc que servia de portal major del cor a la capella de l'Avantsagristia, així com els dos púlpits, que van ser traslladats de la nau central al llindar entre la nau i el presbiteri. Per la seva banda, el presbiteri va ser avançat un tram de volta, fins a les dues primeres columnes de la nau central, i va instal·lar l'altar major sobre una tarima de tres graons. D'altra banda, va enderrocar el Corredor dels Ciris, una balconada de fusta d'estil mudèjar que recorria les parets de la capella Reial, on es col·locaven ciris per a il·luminar-la. Amb aquestes actuacions va deixar expedita la nau central, permetent una comunicació directa entre els fidels i els oficiants.
Els cadirats del cor van ser traslladats entre juny i octubre de 1905 i repartits entre els dos costats del presbiteri. Amb això es va guanyar espai en la zona central del temple, així com una major amplitud de vista, ja que des de l'entrada s'albira la càtedra episcopal al fons. Obra de Juan de Salas original del segle xvi, compta amb 110 seients. Gaudí va conservar els alt relleus de tema bíblic que recorren la part alta dels suports, però va separar l'ornamentació renaixentista del fris superior, les columnetes i les mènsules dels suports, que va aprofitar per a les noves cantories. Anys més tard, el 1914, Jujol es va encarregar de decorar el cor, pintant la part frontal per a mitigar la foscor de la fusta de noguera i daurant alguns relleus, suports i cresteries, amb un programa iconogràfic basat en la Passió de Crist. Jujol les va decorar amb pintura vermella, simulant la sang de Crist, amb una tècnica nova de gotejat de pintura que es podria considerar un antecedent del dripping. En la seva peculiar ortografia, figura la inscripció La sang d'Ell sobre nosaltres, que no va ser del tot del grat dels canonges, els qui van al·legar que podia malinterpretar-se, per la qual cosa van proposar l'addició del text complet, al que Gaudí va al·legar: «Els textos en inscripcions monumentals han de ser sempre mutilats, ja que només serveixen de record als erudits».
Els dos retaules van ser recol·locats: el gòtic va ser reinstal·lat a la porta del Mirador de la Seu, mentre que el barroc va ser traslladat a l'església de la Immaculada Concepció i Sant Magí de Palma. La imatge de la Mare de Déu de la Seu, del retaule gòtic —de finals del segle xiv, atribuïda a Guillem Morell—, va ser recol·locada en la capella de la Santíssima Trinitat. Així mateix, les altres figures del retaule van ser traslladades als murs laterals de la capella Reial: sant Joan Baptista, sant Jaume el Major, sant Joan Evangelista, santa Maria Magdalena, santa Eulàlia i santa Bàrbara, que van ser instal·lades en dossers d'estil historicista que va dissenyar Gaudí.
En buidar la nau central, Gaudí va deixar a la vista la càtedra episcopal, perquè el bisbe estigués enfront dels fidels. Original del segle xiv, d'estil gòtic, va ser elaborada en marbre de Carrara, amb unes mesures de 396 × 180 cm. Al voltant d'aquesta càtedra, en les parets del presbiteri, va desenvolupar una decoració ceràmica de peces policromes hexagonals, que representen els escuts de tots els bisbes de Mallorca fins a Campins, així com branques d'olivera, fruites, flors, corones, estrelles i altres símbols. En la pròpia càtedra figuren una sèrie de dibuixos d'animals marins en grafit, així com l'escut del bisbe Campins, mentre que al voltant figuren diverses inscripcions en ferro forjat i daurat, pertanyents a un fragment del pontifical dels bisbes: tribuas ei domino cathedram espiscopalem en la part superior, ad regendum ecclesiam tuam a l'esquerra, i et plebem sibi commissam a la dreta. Realitzat entre 1908 i 1909, aquest mural està elaborat en ceràmica, pintura a l'oli, ferro forjat i metal·litzacions d'or i plata, i té una superfície de 86,82 m². La ceràmica va ser elaborada a la fàbrica La Roqueta de Mallorca.
També va traslladar l'altar major del fons del presbiteri (sota la primera clau de volta) a l'entrada del mateix (sota la segona clau de volta). Està format per una taula d'alabastre i marbre sustentada sobre vuit columnes, amb unes dimensions de 3,07 × 1,71 × 0,615 m. Al voltant de l'altar va situar quatre àngels músics d'origen gòtic que havien estat retirats en el segle xviii per a instal·lar el retaule barroc, situats sobre sengles columnes de jaspi tetralobulades amb uns canelobres de ferro forjat daurat que suporten vuit ciris. Va tancar el presbiteri amb una barana de ferro forjat, formada per dos braços amb dotze anells cadascun amb forma d'omega, així com les lletres AM (d'Ave Maria) en la part central. Gaudí va dissenyar també el reixat del presbiteri, realitzat en ferro forjat, que va decorar amb els escuts de Mallorca i Aragó.
Dels dos púlpits, Gaudí va conservar el major (o de l'Evangeli), d'estil plateresc, i va reformar el menor (o de l'Epístola), d'idèntic estil, al qual va afegir un dosser monumental obra de l'escultor mallorquí Tomàs Vila, així com un tornaveu hexagonal per a millorar la propagació del so. El dosser presenta nombrosos elements simbòlics, com l'Agnus dei o Anyell de Déu, la representació del sacrifici d'Isaac, una àncora —símbol de salvació—, un àngel tenant que sosté les formes de l'Eucaristia, una figura de Jesucrist en la columna i, en la rematada, la creu gaudiniana de quatre braços. Sobre el tornaveu se situen quatre frontons que contenen les efígies dels quatre evangelistes. El púlpit té unes dimensions de 14 × 5 × 5 m i està realitzat amb pedra de Santanyí.

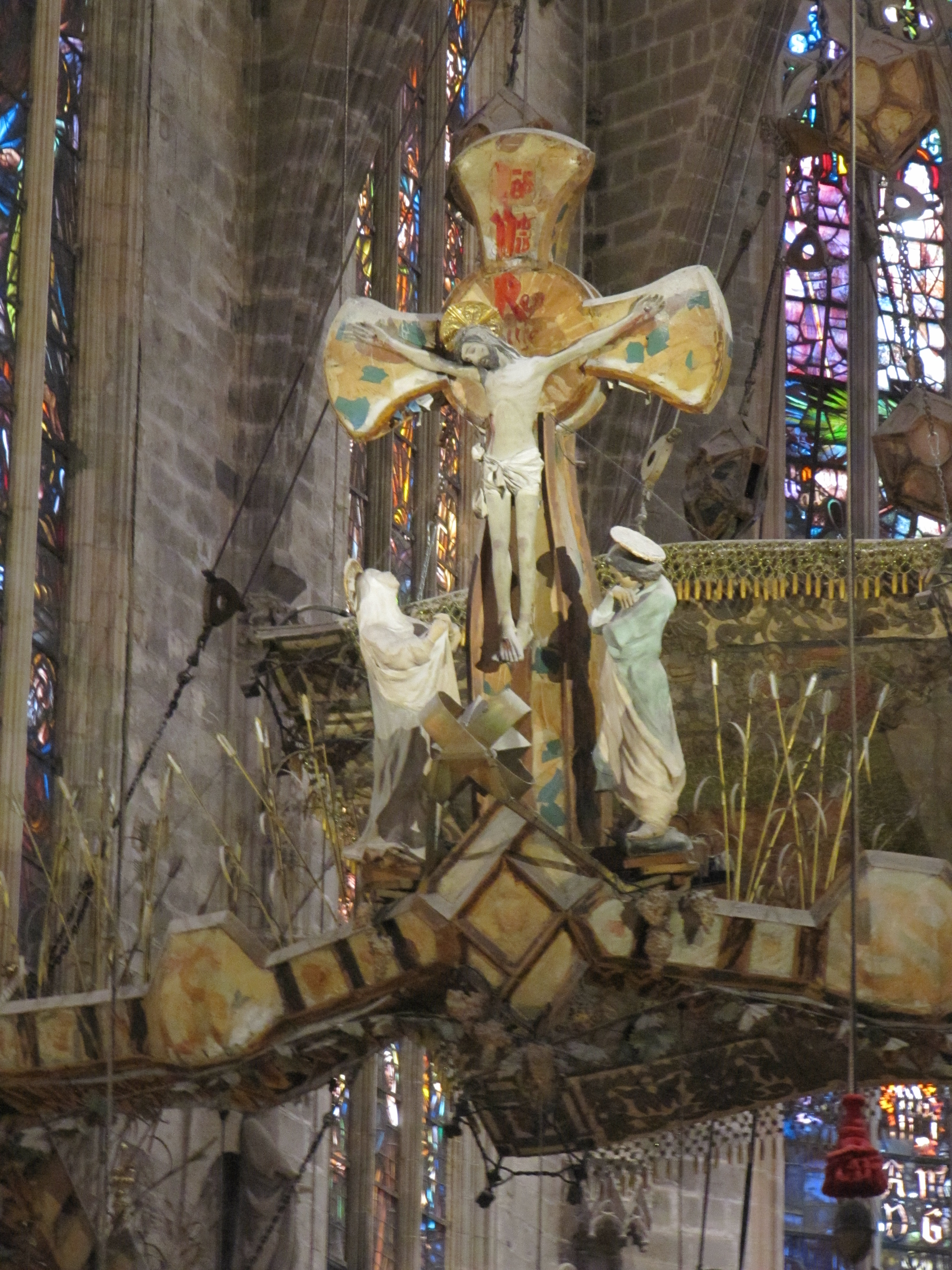
Detall del Calvari al baldaquí

Una de les intervencions més vistoses va ser la col·locació d'un baldaquí sobre l'altar major, que penja des de la volta i cobreix l'altar com si fos una corona. Després d'una primera versió de forma quadrada, que va ser inaugurada el 8 de desembre de 1904 —coincidint amb la finalitat de la primera fase de les obres—, amb posterioritat es va col·locar una segona versió, que va ser inaugurada el 29 de juny de 1912. En realitat es tracta d'una maqueta a grandària natural, realitzada en cartó, fusta, filferro i paper, que havia de substituir-se per la versió definitiva, encara que només es va realitzar un dels seus costats, amb medallons de ferro amb vidres policromats. Des de llavors perdura l'obra efímera que servia de guia, encara que pel seu disseny i riquesa ornamental compleix les seves funcions com si fos l'obra definitiva. Aquest baldaquí té forma heptagonal, de la corona de la qual pengen trenta-cinc llums de llautó —el projecte original preveia cinquanta, per la Pentecosta, el cinquantè dia després de la Resurrecció—, sobre la qual se situa un tapís brocat que presenta uns dissenys de tema eucarístic; en el seu vèrtex s'emplaça un conjunt escultòric amb la creu i Jesucrist crucificat, amb la Mare de Déu i sant Joan als seus peus, elaborat de pasta de paper i amb una il·luminació elèctrica interior, que fa que el conjunt brilli. D'altra banda, dels set costats de la corona sorgeixen en la seva part superior espigues de blat, mentre que en la inferior pengen fulles de vinya, símbols tots dos de l'eucaristia, pel pa i el vi. Fins als anys 1970, el tapís de la cobertura incloïa un pelicà, símbol de l'eucaristia. El baldaquí va ser restaurat el 1999.
A banda i banda de l'altar Gaudí va emplaçar unes tribunes per a cantors, elaborades amb elements de l'antic cor, d'estil plateresc. Per a la seva decoració, va dissenyar uns pergamins de fusta amb les frases de l'Himne a Sant Joan Baptista, que van donar origen a les notes musicals (ut, re, mi, fa, sol, la, si). Amb unes mesures de 775 × 768 × 328 cm, estan elaborats amb pedra de Santanyí, fusta, ferro i marbre.
Un altre àmbit d'actuació va ser la capella de la Santíssima Trinitat, situada després del presbiteri. Allí estava prevista la col·locació de les sepultures dels reis Jaume II i Jaume III. Amb la col·laboració de Jujol, Gaudí va començar a decorar una de les voltes de la dreta amb ceràmica de trencadís en colors blau, daurat i verdós, encara que la interrupció de les obres va impedir la seva finalització. També va emplaçar allí la imatge de la Mare de Déu de la Seu i, en l'entrada, va situar un passamans de ferro forjat daurat amb set llums de filferro daurat, en al·lusió als set lampadaris d'or de l'Apocalipsi.

### Il·luminació
L'arquitecte va posar un especial èmfasi en la il·luminació de l'interior del temple, tant natural com artificial. Per a la natural, va manar obrir els finestrals gòtics, que havien quedat cecs perquè s'havien deixat inacabats; en el seu lloc, va instal·lar uns vitralls de cristalls de colors, que va dissenyar amb frases de les Lletanies de la Mare de Déu. Per a l'artificial, va dissenyar uns llums de ferro forjat per als fustos de les columnes del temple, així com diversos canelobres. Sobre la càtedra episcopal va situar també set llums votius, que representen els esperits enfront del tron de Déu que s'esmenten en l'Apocalipsi. Per al projecte d'il·luminació, Gaudí va comptar amb la col·laboració de l'enginyer mallorquí Felicià Fuster. Va ser inaugurada el 6 de juny de 1912, amb gran admiració dels assistents a l'acte.
Del conjunt d'il·luminació elèctrica destaquen especialment els lampadaris de la nau central, coneguts popularment com trobigueres, un total de catorze lampadaris de ferro forjat situats en els fustos de les columnes, a una altura de cinc metres, instal·lats el 1904. Tenen unes mesures de 106 × 306 cm, i cadascun consta de dues anelles de vuit llums; cada llum presenta una galleda i un plat octogonal, decorats amb cintes ondulants. També va situar uns lampadaris més petits a les naus laterals. En les parets del presbiteri va situar dotze canelobres pintats en or vell, que sostenen sis ciris electrificats, així com altres cinc sobre les dues capelles laterals del cor, situats sota els dos vitralls que —juntament amb la rosassa— van ser els únics executats del conjunt de nou que va dissenyar, que destaquen pels seus vius colors. El lampadari central de la capella Reial té forma de tiara papal. Va dotar també d'un sistema d'il·luminació a les capelles de la Puríssima i de Sant Sebastià, format per dos llums penjats de dues mènsules, que va decorar amb inscripcions: en la primera, la mènsula esquerra conté la paraula Roma i, la dreta, 1854, any de la declaració del dogma de la Immaculada; en la segona, apareix igualment la paraula Roma en la mènsula esquerra, mentre que en la dreta la data 288, any del martiri de sant Sebastià.
Gaudí va posar tot el seu enginy en el disseny dels vitralls. Van ser elaborats amb tricromia, superposant vidre amb els tres colors primaris. En la seva elaboració van intervenir els pintors Joaquim Torres i García, Iu Pascual i Jaume Llongueras, així com l'escultor Vicenç Vilarrubias, que va realitzar les fotografies per als estudis preparatoris. Segons el projecte original, la rosassa estaria dedicada a Regina angelorum, flanquejat de Regina profetarum i Regina patriarcarum; en el mur nord figurarien Regina apostolorum, Regina confessorum i Regina sine labe originale concepta; i, en el sud, Regina martirum, Regina virginum i Regina sacratissimi rosarii. D'aquests nou vitralls només es van realitzar tres: la rosassa de la capella Reial (Reina dels Àngels); el vitrall situat sobre el portal de la Sagristia (Reina de les Verges); i l'emplaçat en la part de l'òrgan, sobre el portal lateral (Reina dels confessors). Els dos primers van ser realitzats entre 1904 i 1905 a la fàbrica Amigó de Barcelona i, el tercer, el 1905 a Rigalt, Granell i Cia. (ja que Amigó havia tancat). No obstant això, després de la seva restauració el 1987, el capítol catedralici va decidir traslladar els dos finestrals a tots dos costats de la rosassa central, amb la finalitat d'atorgar una major unitat al conjunt. La rosassa presenta una sèrie d'òculs ocupat cadascun per una cara d'àngel. El vitrall Reina dels confessors està dedicat als sants confessors espanyols: Isidor, Damas, Ramon de Penyafort, Ramon de Fitero, Vicent Ferrer, Domènec de Guzmán, Ignasi de Loiola, Ferran i Alonso Rodríguez. El de Reina de les Verges presenta a onze figures de verges: Eulàlia, Tecla, Leocàdia, Caterina d'Alexandria, Caterina de Siena, Caterina Tomàs, Praxedis, Florentina, Rosa de Lima, Teresa d'Àvila i Maria de Cervelló. A més d'aquestes tres, es va instal·lar un fragment de Regina martirum —una representació de sant Valerià—, mentre que un altre de Regina apostolorum va quedar sense col·locar a la sagristia de la capella de la Trinitat. Els vitralls dissenyats per Gaudí van ser restaurats el 1987. Els altres sis vitralls van ser finalment col·locats en els anys 1980, amb dissenys de Pere Cánovas.

### Mobiliari
Gaudí va dissenyar diversos elements de mobiliari per al temple, entre els quals destaquen un confessionari i una escala plegable per a l'exposició del Santíssim Sagrament. El confessionari està situat al portal del Mirador, té unes mesures de 4,37 × 2,25 × 1,50 m i està fet de fusta, amb planta de creu; té un frontal en arc apuntat amb una finestra geminada, dos laterals amb arcs apuntats entre columnes nervades i gelosies, i un sostre format per frontons apuntats amb gelosies calades, amb decoració vegetal i rematades amb creus. L'escala està elaborada en fusta policromada, ferro forjat i feltre, amb unes mesures de 180 × 135 × 235 cm. Presenta sis esglaons i una decoració amb tres cors –Jesús, María i Josep—, l'escut d'Aragó i diverses frases: El Santíssim Sagrament per a sempre sigui alabat, en doblegar-se l'escala per la meitat; Panem de Coelo Eucharistia est («l'Eucaristia és el Pa del Cel») als passamans; i Amen al primer esglaó.
Entre la resta d'elements de mobiliari es troben: uns bancs per als fidels, els oficiants i els primatxers; quatre tamborets per al prevere i els diaques; un faldistori —seient transportable per als bisbes en determinats moments de la cerimònia—, plegable i sense suport, fet de fusta policromada i amb seient de cuir, amb vuit extremitats, les inferiors amb forma de pota de lleó i les superiors amb esferes sobre columnes salomòniques; dos faristols en fusta i ferro forjat; un conopeu, un tipus d'ombrel·la que només poden utilitzar les esglésies que tenen la consideració de basílica, té forma cònica i està elaborat amb tela de franges de colors groc i vermell, sustentada per un braç de fusta coronat per una esfera i una creu; i un tintinacle, una campana per a anunciar l'arribada de la processó amb el clergat, igualment de dignitat basilical, format per un pal de fusta, un martell, una campana i una rematada en forma d'estrella de puntes rectes i corbades, aquests últims de bronze.

### Altres actuacions
A l'exterior de la catedral, Gaudí va realitzar amb l'ajuda de Jujol dos mosaics de pedra amb dissenys en blanc i gris fosc, situats enfront dels portals Major i de l'Almoina. El primer representa dos cérvols que beuen en una font, com a símbol dels fidels que acudeixen al temple a sadollar-se de l'aigua dels sagraments, mentre que el segon representa l'escut de la Casa Reial mallorquina, format per quatre barres. L'arquitecte va dissenyar també la vorera que envolta el temple i va obrir els murs exteriors amb deu finestretes amb reixes, decorades amb dibuixos incisos en els seus quatre costats, amb la finalitat de ventilar les sagristies de les capelles.
La part del projecte gaudinià que no va arribar a realitzar-se comprenia el trasllat de les tombes reials, les cobertes del temple, part del mobiliari i sis dels vitralls projectats. Gaudí volia traslladar les tombes dels reis mallorquins Jaume II i Jaume III a la capella de la Santíssima Trinitat, situada després de la càtedra episcopal, anteriorment tapada pels retaules. S'haurien situat sota els arcs laterals, amb la construcció d'uns sarcòfags per als monarques de l'antic regne mallorquí. Gaudí va elaborar una maqueta del projecte a escala 1:5, realitzada per Vicenç Vilarrubias, així com un dibuix que es conserva a l'Arxiu de Guillem Reynés. S'altra banda, a l'exterior estava prevista la reforma de les cobertes del temple, on es construirien pinacles i un campanar. A l'Arxiu de Guillem Reynés es conserven dues fotografies de l'exterior de la catedral sobre les quals Gaudí va dibuixar les seves idees per als sostres i pinacles del temple.
Cal ressenyar el projecte que havia imaginat Gaudí per a la capella de la Santíssima Trinitat, tal com pot observar-se a la maqueta: la capella hauria estat presidida per un conjunt escultòric que contindria la imatge de la Mare de Déu original del retaule gòtic, envoltada per una aurèola sostinguda per àngels tenants i flanquejada de les figures del Pare i el Fill, així com, per damunt, el colom de l'Esperit Sant. El Pare Etern aniria vestit amb capa pluvial i tiara pontifícia, assegut sobre un faldistori situat sobre la bola del món; Jesucrist apareix vestit d'oficiant i coronat amb una creu aureolada, situat sobre un sarcòfag i la dalla de la Mort trencada. Damunt d'aquest conjunt figurarien els anagrames Patri, Filio, Spiritu Sancto, envoltat de trons amb forma de cercles alats. El conjunt havia de realitzar-se en alabastre, mosaic per a l'aurèola de la Mare de Déu i metalls i or per a les decoracions. Als murs laterals d'aquesta capella, en dos arcosolis, s'emplaçarien les tombes de Jaume II i Jaume III. Aquests sepulcres van ser realitzats el 1947 amb un projecte de l'arquitecte Gabriel Alomar i Esteve i amb unes escultures jacents de Frederic Marès.